# Sara Aagesen
Sara Aagesen Muñoz (Madrid, 1976) es una ingeniera química y política española, actual vicepresidenta tercera y ministra para la Transición Ecológica y el Reto Demográfico del Gobierno de España desde el 25 de noviembre de 2024. Anteriormente, fue titular de la Secretaría de Estado de Energía entre 2020 y 2024.

## Biografía
Nacida en Madrid de madre española y padre danés, Aagesen se licenció en Ingeniería Química especializada en medio ambiente en la Universidad Complutense de Madrid (UCM). En 2002 se incorporó a la Administración para formar parte de la Oficina Española del Cambio Climático (OECC), donde centró su actividad en la acción por el clima y la transición energética. Asimismo, desde ese año ejerció como negociadora para la delegación española en la Comisión Marco de la Organización de las Naciones Unidas (ONU) contra el cambio climático y forma parte del Grupo Intergubernamental de Expertos sobre el Cambio Climático.
En junio de 2018 se integró en el Gabinete de la ministra de Transición Ecológica, Teresa Ribera, donde dirigió, coordinó y definió el Plan Nacional Integrado de Energía y Clima 2021-2030 y la Estrategia de Descarbonización a Largo Plazo 2050. Al año siguiente, en 2019, representó a España en la Conferencia de las Naciones Unidas sobre el Cambio Climático de 2019 (COP25) celebrada en Madrid.
Posteriormente, en enero de 2020 fue nombrada secretaria de Estado de Energía, segundo cargo más importante de este departamento. Desde esta posición, continuó con las políticas de transición energética, gestionó la política energética durante la pandemia de COVID-19 y la invasión rusa de Ucrania, contribuyó a la aprobación de la excepción ibérica y elaboró la actualización del Plan Nacional Integrado de Energía y Clima (2023-2030).
En noviembre de 2024 se anunció que sería la nueva vicepresidenta tercera del Gobierno y ministra para la Transición Ecológica y el Reto Demográfico, en sustitución de Teresa Ribera, algo ya esperado por la prensa y el sector energético que la consideraban la «candidata natural». Prometió el cargo ante el rey Felipe VI el 25 de noviembre, en el Palacio de la Zarzuela.

## Reconocimientos
- Cruz de la Orden Civil del Mérito Medioambiental (2013).